# The Day of the Jackal (film)
The Day of the Jackal is een Brits-Franse thriller uit 1973 onder regie van Fred Zinnemann. De film is gebaseerd op de gelijknamige roman uit 1971 van de Britse auteur Frederick Forsyth.

## Verhaal
Begin jaren zestig staat Frankrijk aan de rand van een burgeroorlog. President Charles De Gaulle heeft besloten om de kolonie Algerije, waar op dat moment een bloedige onafhankelijkheidsstrijd plaatsvindt, zelfstandigheid te verlenen. De pieds-noirs en de Franse legertop beschouwen Algerije echter als een deel van Frankrijk, en zien De Gaulle dan ook als een verrader. Via de geheime, rechts-extremistische organisatie Organisation de l'Armée Secrète (OAS) proberen ze de president te liquideren.
Na enkele mislukte pogingen beseft de top van de OAS dat ze het anders aan moet pakken. Ze schakelt de Jakhals in om het karwei te klaren. Die Britse huurmoordenaar, zo redeneren de samenzweerders, is onbekend in Frankrijk, en heeft dus een grotere kans van slagen. Na een geheim overleg in Wenen besluit de Jakhals om de klus aan te nemen.
De Franse overheid, vastbesloten om de OAS te gronde te richten, komt via een gevangengenomen OAS-strijder achter de plannen. Commissaris Claude Lebel, volgens zijn superieuren de beste speurder in Frankrijk, krijgt de taak om de Jakhals te vinden vóór hij zijn doel bereikt. Na een zeer grondige voorbereiding weet de Jakhals met behulp van valse papieren via Ventimiglia Frankrijk binnen te raken. Een spion in het kamp van de Franse regering laat hem kort daarop weten dat Parijs van de samenzwering op de hoogte is, maar hij besluit toch door te zetten. Dankzij een combinatie van zorgvuldigheid, lef en geluk weet hij Lebel meerdere keren nét te slim af te zijn, en uiteindelijk bereikt hij Parijs. Daar duikt hij onder, wachtend op het moment om toe te slaan.
De Franse overheid zit met de handen in het haar, nu ze weten dat de Jakhals zich ergens in de hoofdstad schuilhoudt. Dan beseft Lebel wanneer de Jakhals toe zal slaan: op 25 augustus viert Frankrijk de bevrijding van Parijs, en dan zal De Gaulle meerdere keren in het openbaar verschijnen. De president weigert echter om zich die dag schuil te houden, en dus zijn de opsporingsdiensten genoodzaakt om het centrum van Parijs in een vesting om te toveren. Met behulp van een uitgekiende vermomming weet de Jakhals alle controleposten toch door te komen, en uiteindelijk krijgt hij De Gaulle letterlijk in zijn vizier. Maar net als hij toe wil slaan, blijkt dat de Brit ondanks zijn minutieuze voorbereidingen één detail over het hoofd heeft gezien.
De epiloog van de film bevat een ironische paradox. De aanvankelijke verdachte (ene Charles Calthrop) blijkt op zakenreis te zijn geweest en helemaal niets te maken te hebben gehad met deze kwestie. Ondanks deze verkeerde verdachte kwam de politie door gedegen onderzoek en opsporing toch uiteindelijk bij de werkelijke huurmoordenaar uit. Zijn ware identiteit blijft echter onbekend. Na de mislukte aanslag wordt hij dan ook begraven in een naamloos graf. 

## Rolverdeling
| Acteur             | Personage                                                  |
| ------------------ | ---------------------------------------------------------- |
| Edward Fox         | de Jackal                                                  |
| Michael Lonsdale   | inspecteur Claude Lebel                                    |
| Derek Jacobi       | Caron, de assistent van Lebel                              |
| Delphine Seyrig    | Colette de Montpelier                                      |
| Alan Badel         | de Franse minister van Binnenlandse Zaken                  |
| Tony Britton       | inspecteur Brian Thomas                                    |
| Michel Auclair     | kolonel Rolland, chef van de Franse Action Service         |
| Olga Georges-Picot | Denise, de spionne / verleidster van de OAS                |
| Jean Martin        | adjudant Victor Wolenski van de OAS                        |
| Eric Porter        | kolonel Rodin, nieuwe leider van de OAS                    |
| Cyril Cusack       | de wapensmid                                               |
| Donald Sinden      | Mallinson                                                  |
| Jean Sorel         | Jean-Marie Bastien-Thiry, de terechtgestelde aanslagpleger |
| Maurice Denham     | generaal Colbert                                           |
| Ronald Pickup      | de documentvervalser                                       |
| Timothy West       | hoofdcommissaris Berthier                                  |
| Vernon Dobtcheff   | de ondervrager van Wolenski                                |
| Barrie Ingham      | St. Clair, de door Denise verleide minister                |
| Philippe Léotard   | de politieagent die neergeschoten wordt door de Jackal     |
| André Pervern      | de politieagent aan het treinstation van Tulle             |
| Jacques Hilling    | de receptionist van het hotel                              |
| Gilberte Géniat    | de conciërge van het flatgebouw in Parijs                  |
| Bernard Musson     | de portier van het Élysée                                  |
| Raymond Gérôme     | Flavigny, regeringslid                                     |
| Jacques François   | Pascal, regeringslid                                       |